# Морн
Морн (англ. Mourne Mountains, ирл. Beanna Boirche, «холмы Борхе») — гранитная горная гряда в ольстерском графстве Даун на юго-востоке Северной Ирландии (Великобритания). Окружающая местность носит статус Area of Outstanding Natural Beauty, и была первой, предложенной в качестве национального парка Северной Ирландии (хотя вокруг этого существуют споры из-за того, что здесь работает около тысячи фермеров, и это предложение в целом повлияет на местные общины, бюрократию и цены на жильё).
Название Mourne произошло от имени гэльского клана или септа Múghdorna.

## Топографические карты
- Лист карты N-29-72. Масштаб: 1 : 100 000. Указать дату выпуска/состояния местности.